# 哒叻裕区
哒叻裕区（泰語： Khwaeng Talat Yot），曼谷拍那空县的一个区，大致涵盖传统街区邦兰普的范围。

## 历史
哒叻裕是该区曾经的一处大街市。哒叻裕在拉玛三世统治时期成为大型街市，在1902年又修缮一新。当时是拉达那哥欣岛较大的街市，售卖各式货物，如生鲜、干货、花卉、香、蜡烛、金银珠宝、织品等。在拉玛六世统治期间成长为曼谷一大贸易中心。20世纪80年代，哒叻裕被拆除。
邦兰普区内的考山路一带如今是热门旅游目的地，尤其受西方人欢迎，这里聚集大量旅社、民宿、招待所、餐馆、路边摊、酒吧、咖啡厅、服装店、旅行社和泰式按摩店。

## 目的地
- 考山路
- 兰布迪路（英语：Rambuttri Road）
- 陈和成（Tang Hua Seng，音）百货
- 帕苏门路（Thanon Phra Sumen）
- 达尼路（Thanon Tani）
- 差甲邦社路（Thanon Chakrabongse）
- 盖西路（Thanon Kraisi）
- 十三行路（Thanon Sip Sam Hang）
- 打恼路（英语：Tanao Road）
- 拉差丹嫩路
- 科沃路口（英语：Khok Wua Intersection）
- 诺拉拉沙探桥（Saphan Norarat Sathan）[5]